# ホタルエビ
ホタルエビは、淡水産のエビで発光するものを指す。特定の種ではなく、幾つかの種のエビが発光バクテリアに感染したものであり、一種の病変である。

## 概括
日本の淡水域には発光能力のあるエビは存在しない。だが、実際に発光するエビが発見されることはたびたびあり、それがホタルエビと呼ばれるものである。これは実際には感染した細菌が発光しているものであり、感染したエビはしばらくして死亡する。
エビの種としてはヌマエビの例が多いが、スジエビでも確認されている。かつて千葉県佐原市(現在の香取市)にこれが頻繁に発生する地域があり、天然記念物に指定されたが、後に発生しなくなって指定が解除された。

## 歴史
はっきりとした記録として残っている例は、1914年（大正3年）、牛山傳造が確認した長野県の諏訪湖での事例である。一般に海産動物には発光するものの例が少なくないが、淡水では極めて少なく、当時は『淡水でホタル以外に発光するものが発見された』として驚きをもって迎えられたという。この例は東京慈恵会医科大学の矢崎芳夫によって詳しく研究され、発光細菌に感染したヌマエビであり、エビ自身には発光能力がないことが確認されている。1921年（大正10年）には千葉県でのホタルエビについても矢崎がやはりヌマエビであることを確認している。
1994年（平成6年）には琵琶湖で生け簀のスジエビが発光するのが発見され、詳しく研究された。

## 原因
上記のようにホタルエビの発光が発光細菌によるものであることは、大正時代から知られていた。矢崎は該当の細菌を同定して Microspira phosphoreum (Yasaki 1926) と命名し、和名として蝦発光菌と名付けた。ただし、現在では廃棄名とされている。彼はこの当時、この菌をコレラ菌に極めて類似したものとし、この菌2mgを自ら飲用して何らの発症もなかったことから、人体には無害であると述べた。
島田らは1994年に発見された琵琶湖のスジエビから原因菌を分離し、非O1型のコレラ菌 Vibrio cholerae non-O1 であると同定。前述の矢崎の記載から、ホタルエビの菌も同種だったと推測した。コレラを発症するための遺伝子を持たないことも確認し、またこれらのエビが生食されることもまずないことから、人体への影響はないものとされた。この菌は淡水魚にビブリオ病を起こすことがあり、それは往々にして高温と結びついていた。その上で、この年の琵琶湖においては水温がかなり高く、また水位が大きく下がったこと、それに加えて生け簀という特殊な環境でスジエビが感染を受け、それが大流行を起こしたのだろうと推定された。

## 症状
この、エビの伝染性光り病はこの菌の感染によるものであり、感染したエビは長く生きられない。大正期の江崎は分離した菌を他のエビに感染させることでエビが敗血症を起こして死亡にいたり、その過程でエビがよく光ることを見いだした。
島田他は、スジエビの背甲下にこの菌を接種した。すると実験に使用した48個体中の41個体が3日以内に死亡し、その間に3個体の発光を確認した。この発光個体が少なかったことについては、エビの死後すぐに発光がやむことから、そのために見逃した可能性があるという。

## 天然記念物
千葉県佐原市の十六島には夏から秋にかけてしばしばホタルエビが発生することで知られていた。そのため昭和9年に国指定の天然記念物となった。しかし、昭和46年を最後にその発生が見られなくなった。原因としては工業廃水等による水質の悪化が考えられている。そのため、昭和57年にその指定は解除された。